# Боґуциці (Великопольське воєводство)
Боґуциці (пол. Bogucice) — село в Польщі, у гміні Блізанув Каліського повіту Великопольського воєводства.
Населення — 119 осіб (2011).
У 1975—1998 роках село належало до Каліського воєводства.

## Демографія
Демографічна структура станом на 31 березня 2011 року:
|          | Загалом | Допрацездатний вік | Працездатний вік | Постпрацездатний вік |
| -------- | ------- | ------------------ | ---------------- | -------------------- |
| Чоловіки | 52      | 15                 | 33               | 4                    |
| Жінки    | 67      | 14                 | 41               | 12                   |
| Разом    | 119     | 29                 | 74               | 16                   |